# Stadiumi Laçi
Stadiumi Laçi – wielofunkcyjny stadion znajdujący się w mieście Laç w Albanii. Na tym stadionie swoje mecze rozgrywa drużyna piłkarska KF Laçi. Stadion może pomieścić 5000 widzów.